# Emilianów (powiat kutnowski)
Emilianów – wieś w Polsce położona w województwie łódzkim, w powiecie kutnowskim, w gminie Bedlno.
W latach 1954–1959 wieś należała i była siedzibą władz gromady Emilianów, po jej zniesieniu w gromadzie Plecka Dąbrowa. W latach 1975–1998 miejscowość należała administracyjnie do województwa płockiego.
Zobacz teżEmilianów, Emilianowo, Emilianówka